# Grândola, Vila Morena
«Grândola, Vila Morena» («Грандола, смуглая деревушка») — песня Жозе Афонсу, португальского поэта и композитора, ставшая неофициальным гимном «Революции гвоздик».
Позже песня приобрела популярность не только в Португалии, но и за рубежом, а её автор получил прозвище «трубадур португальского народа». Песня впервые была исполнена самим Жозе Афонсу в испанском городе Сантьяго-де-Компостела, столице Галисии, 10 мая 1972 года.
В середине XX века в Португалии сложился диктаторский режим Антониу ди Салазара, которого в 1968 году сменил Марселу Каэтану. В эти годы песня Жозе Афонсу «Grândola, Vila Morena», первоначально посвященная событиям расстрела батрацкой забастовки в Грандоле, расположенной на юге Португалии, была запрещена.
Ночью 25 апреля 1974 года в 00:20 песня была передана в эфире португальского радио «Ренашсенса», что служило сигналом для выступления. В этот же день диктатор Марселу Каэтану сдался без боя.